# Betma
Betma è una suddivisione dell'India, classificata come nagar panchayat, di 12.529 abitanti, situata nel distretto di Indore, nello stato federato del Madhya Pradesh. In base al numero di abitanti la città rientra nella classe IV (da 10.000 a 19.999 persone).

## Geografia fisica
La città è situata a 22° 40' 60 N e 75° 37' 0 E e ha un'altitudine di 540 m s.l.m..

## Società

### Evoluzione demografica
Al censimento del 2001 la popolazione di Betma assommava a 12.529 persone, delle quali 6.422 maschi e 6.107 femmine. I bambini di età inferiore o uguale ai sei anni assommavano a 2.089, dei quali 1.099 maschi e 990 femmine. Infine, coloro che erano in grado di saper almeno leggere e scrivere erano 7.898, dei quali 4.640 maschi e 3.258 femmine.